# Décines-Charpieu
Décines-Charpieu este un oraș în Franța, în departamentul Rhône, în regiunea Ron-Alpi. Orașul face parte din aglomerația Grand Lyon. 

## Personalități născute aici
- Claire Pommet (cunoscută ca Pomme, n. 1996), cântăreață.

1. ↑  répertoire géographique des communes, accesat în 26 octombrie 2015
2. ↑  Q133878296, 2016
3. ↑  dataset of postal codes in France, 1 octombrie 2018